# داستان توکیو
داستان توکیو (به ژاپنی: 東京物語) فیلمی سیاه‌وسفید به کارگردانی یاسوجیرو اوزو است که در سال ۱۹۵۳ منتشر شد. این فیلم در برخی نظرسنجی‌ها در شمارِ بهترین فیلم‌های تاریخ سینمای ژاپن و گاه تاریخ سینمای جهان قرار گرفته و از آن با عنوان شاهکار اُزو یاد می‌شود. این اثر پیوندهای خانوادگی، والدین و فرزندان، پیری و مرگ و زندگی انسان را با روایت داستان والدین سالخورده‌ای که برای دیدار با فرزندانشان به توکیو سفر می‌کنند، به تصویر می‌کشد. زندگی این خانواده با دقت و با استفاده از تکنیک کارگردانی منحصربه‌فردی که به «سبک اوزو» معروف است، به تصویر کشیده می‌شود. این سبک شامل قرار دادن دوربین در ارتفاع کم و حرکت ندادن دوربین است. مضامین فیلم شامل فروپاشی و غرب‌گرایی خانوادهٔ سنتی ژاپنی پس از جنگ جهانی دوم و ناگزیر بودن رشد کودکان جدا از والدین است. داستان توکیو اغلب به‌عنوان اثری تحسین می‌شود که در عین اجتناب از ملودرام تأثیر عاطفی زیادی بر مخاطب می‌گذارد.
همچون دیگر فیلم‌های ناطق اوزو، روایت داستان توکیو به‌کُندی پیش می‌رود. اوزو به شدت به ساده‌گرایی اعتقاد داشت. او یک سبک متمایز در قراردهی دوربین داشت که در آن، دوربین در ارتفاع کم قرار می‌گرفت و تقریباً هرگز حرکت نمی‌کرد.
این فیلم در سال ۲۰۱۲ در نظرسنجی کارگردانان سایت اند ساوند در جایگاه نخست قرار گرفت و در نظرسنجی منتقدان در همان سال، در رتبه سوم جای گرفت. داستان توکیو همچنین در نظرسنجی مجلهٔ فیلمِ ژاپنی؛ کینما جونپو در سال ۲۰۰۹، به‌عنوان بهترین فیلم ژاپنیِ تمامِ دوران انتخاب شد. در نظرسنجی دیگری از منتقدان فیلم، مدیران جشنواره، برنامه‌نویسان، و کارگردانانی از سراسر جهان که در جریانِ جشنواره فیلم بوسان در سال ۲۰۱۵ برگزار شد، این فیلم به‌عنوان بهترین فیلم آسیاییِ تمامِ دوران انتخاب شد.

## داستان

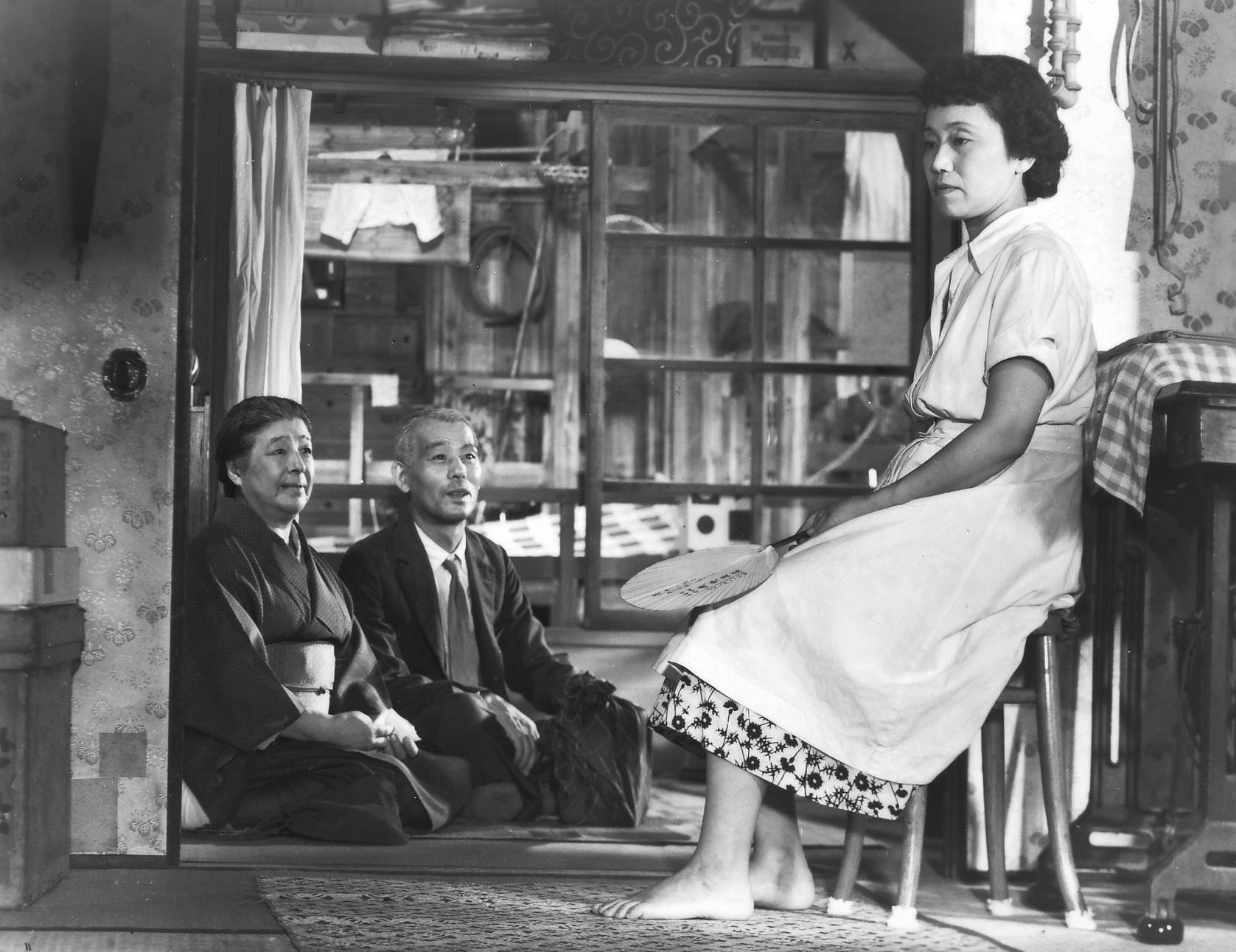
شیگه (دختر ارشد)، شوکیچی (پدر خانواده) و تومی (مادر خانواده) در صحنه ای از فیلم

زوج بازنشسته، شوکیچی و تومی هیرایاما، به همراه دخترشان کیوکو که معلم مدرسه ابتدایی است، در شهر اونومیچی در غرب ژاپن زندگی می‌کنند. آنها چهار فرزندِ بزرگسال دارند و یک پسرشان در جنگ جان خود را از دست داده است. این زوج برای دیدار با پسر، دختر و عروسِ بیوه‌شدهٔ خود به توکیو سفر می‌کنند.
پسر بزرگ آنها، کویچی، پزشکی است که مطب کوچکی در حومه توکیو دارد و دختر بزرگ آنها شیگه، آرایشگاه دارد. کویچی و شیگه هر دو پُرمشغله و گرفتارِ زندگیِ روزمره هستند و وقتِ چندانی برای والدین خود ندارند. فقط عروسِ بیوه آنها، نوریکو، همسرِ پسرِ وسطی آنها شوجی، که در عملیاتی در جنگ اقیانوس آرام مفقودالاثر شده و گمان می‌رود کشته شده باشد، تمام تلاش خود را می‌کند تا آنها را سرگرم کند. او ساعاتی از شغل اداری پرمشغله‌اش را می‌زند و وقت می‌گذارد تا شوکیچی و تومی را به یک تور گردشگری در کلان‌شهر توکیو ببرد.
کویچی و شیگه که بابت نداشتن وقتِ کافی برای سرگرم کردنِ پدر و مادرشان دچار کشمکش درونی شده‌اند، هزینه اقامت آنها را در یک حمام آب معدنی در شهر ساحلی آتامی می‌پردازند، اما والدینشان خیلی زود به توکیو برمی‌گردند؛ زیرا هیاهوی زندگی شبانهٔ گردشگران خواب آنها را برهم می‌زند. تومی در آتامی دچار حملات سرگیجه می‌شود. پس از بازگشت، شیگه که مستاصل شده، توضیح می‌دهد که آنها را به آتامی فرستاده است تا از اتاق خواب آنها برای یک جلسهٔ کاری استفاده کند. زن و شوهر مسن در موقعیتی قرار می‌گیرند که باید برای عصر خانه او را ترک کنند. تومی که حالا پیوند عاطفی محکم‌تری با نوریکو پیدا کرده، به منزل او می‌رود تا شب را با او بگذراند. از طرفی، شوکیچی برای دیدار با دو تن از دوستانش به یک غذاخوری می‌رود. آنها در حالت مستی، از این در و آن در، دربارهٔ زندگی و فرزندانشان حرف می‌زنند و شکوه می‌کنند. شب دیرهنگام، یک پلیس شوکیچیِ مست و یکی از دوستانش را به خانهٔ شیگه می‌آورد. شیگه خشمگین است که پدرش به همان روالِ میگساریِ و مستیِ گذشته بازگشته است که بر دوران کودکی‌اش سایه افکنده بود.
این زوج مسن در مورد اینکه چگونه فرزندانشان در این سال‌ها تغییر کرده‌اند، صحبت می‌کنند و زودتر از زمان برنامه‌ریزی‌شده به خانه بازمی‌گردند و قصد دارند وقتی قطار در اوساکا می‌ایستد، پسر کوچکترشان کیزو را هم ببینند. آنها به شهرشان اونومیچی بازمی‌گردند و تومی به شدت بیمار می‌شود. کویچی، شیگه و نوریکو برای دیدن تومی به اونومیچی می‌روند اما مادر اندکی بعد می‌میرد. کیزو که در یک سفر شغلی است، زمانی می‌رسد که دیگر کار از کار گذشته است.
پس از تشییع جنازه، کویچی، شیگه و کیزو فوراً آنجا را ترک می‌کنند و فقط نوریکو می‌ماند. پس از رفتن آنها، کیوکو از خواهر و برادرش به خاطر خودخواهی آنها نسبت به والدینشان انتقاد می‌کند. او معتقد است برای کویچی، شیگه و کیزو مهم نیست که مرگ و فقدان مادر، تا چه حد برای پدرشان دشوار و گران خواهد بود. او همچنین از شیگه دلگیر است که چه زود به‌دنبال لباس‌های تومی است تا آنها را به‌عنوان یادگاری بردارد. نوریکو پاسخ می‌دهد با آن که ناامیدی کیوکو را درک می‌کند، اما هرکسی به‌دنبال زندگی خود است و شکاف رو به رشد بین والدین و فرزندان نیز اجتناب‌ناپذیر است. او کیوکو را متقاعد می‌کند که خیلی به خواهر و برادرش سخت نگیرد، چرا که روزی خودش درخواهد یافت که گاهی زدنِ وقت از زندگیِ روزمره، تا چه حد دشوار است.
بعد از رفتن کیوکو به مدرسه، نوریکو به پدرشوهرش می‌گوید که باید همان بعدازظهر به توکیو بازگردد. شوکیچی به او می‌گوید که علیرغم اینکه خویشاوندی خونی هم نبودند، اما نوریکو با آنها بهتر از فرزندانشان رفتار کرده است. نوریکو می‌گوید که خودخواه است و همیشه به همسر گمشده‌اش فکر نکرده است و شوکیچی ارزیابی شخصی او را به فروتنی‌اش نسبت می‌دهد و ساعت مچی همسرش، تومی، را به عنوان یادگاری به او هدیه می‌کند. نوریکو به گریه می‌افتد و به تنهایی خود اعتراف می‌کند. شوکیچی او را تشویق می‌کند که هر چه زودتر دوباره ازدواج کند چرا که می‌خواهد او خوشحال و خوشبخت باشد. نوریکو از اونومیچی به توکیو برمی‌گردد و به آن ساعت مچی فکر می‌کند، در حالی که شوکیچی، تسلیمِ تنهاییِ ناگزیری است که زین پس باید تحمل کند.

## شجره‌نامه خانواده
|  |  |                   |                   |                   |                   |                   |                   |  |  | شوکیچی (شوهر) | شوکیچی (شوهر) | شوکیچی (شوهر) | شوکیچی (شوهر) | شوکیچی (شوهر) | شوکیچی (شوهر) |  |  | تومی (زن)             | تومی (زن)             | تومی (زن)             | تومی (زن)             | تومی (زن)             | تومی (زن)             |  |  |                         |                         |                         |                         |                         |                         |  |  |                          |                          |                          |                          |                          |                          |  |  |               |               |               |               |               |               |  |  |                  |                  |                  |                  |                  |                  |  |  |                  |                  |                  |                  |                  |                  |  |  |  |  |
|  |  |                   |                   |                   |                   |                   |                   |  |  | شوکیچی (شوهر) | شوکیچی (شوهر) | شوکیچی (شوهر) | شوکیچی (شوهر) | شوکیچی (شوهر) | شوکیچی (شوهر) |  |  | تومی (زن)             | تومی (زن)             | تومی (زن)             | تومی (زن)             | تومی (زن)             | تومی (زن)             |  |  |                         |                         |                         |                         |                         |                         |  |  |                          |                          |                          |                          |                          |                          |  |  |               |               |               |               |               |               |  |  |                  |                  |                  |                  |                  |                  |  |  |                  |                  |                  |                  |                  |                  |  |  |  |  |
|  |  |                   |                   |                   |                   |                   |                   |  |  |               |               |               |               |               |               |  |  |                       |                       |                       |                       |                       |                       |  |  |                         |                         |                         |                         |                         |                         |  |  |                          |                          |                          |                          |                          |                          |  |  |               |               |               |               |               |               |  |  |                  |                  |                  |                  |                  |                  |  |  |                  |                  |                  |                  |                  |                  |  |  |  |  |
|  |  |                   |                   |                   |                   |                   |                   |  |  |               |               |               |               |               |               |  |  |                       |                       |                       |                       |                       |                       |  |  |                         |                         |                         |                         |                         |                         |  |  |                          |                          |                          |                          |                          |                          |  |  |               |               |               |               |               |               |  |  |                  |                  |                  |                  |                  |                  |  |  |                  |                  |                  |                  |                  |                  |  |  |  |  |
|  |  | کوایچی (پسر ارشد) | کوایچی (پسر ارشد) | کوایچی (پسر ارشد) | کوایچی (پسر ارشد) | کوایچی (پسر ارشد) | کوایچی (پسر ارشد) |  |  | فومیکو (عروس) | فومیکو (عروس) | فومیکو (عروس) | فومیکو (عروس) | فومیکو (عروس) | فومیکو (عروس) |  |  | کورازو کانه‌کو (داماد) | کورازو کانه‌کو (داماد) | کورازو کانه‌کو (داماد) | کورازو کانه‌کو (داماد) | کورازو کانه‌کو (داماد) | کورازو کانه‌کو (داماد) |  |  | شیگه کانه‌کو (دختر ارشد) | شیگه کانه‌کو (دختر ارشد) | شیگه کانه‌کو (دختر ارشد) | شیگه کانه‌کو (دختر ارشد) | شیگه کانه‌کو (دختر ارشد) | شیگه کانه‌کو (دختر ارشد) |  |  | شوجی (دومین پسر) فوت شده | شوجی (دومین پسر) فوت شده | شوجی (دومین پسر) فوت شده | شوجی (دومین پسر) فوت شده | شوجی (دومین پسر) فوت شده | شوجی (دومین پسر) فوت شده |  |  | نوریکو (عروس) | نوریکو (عروس) | نوریکو (عروس) | نوریکو (عروس) | نوریکو (عروس) | نوریکو (عروس) |  |  | کیزو (سومین پسر) | کیزو (سومین پسر) | کیزو (سومین پسر) | کیزو (سومین پسر) | کیزو (سومین پسر) | کیزو (سومین پسر) |  |  | کیوکو (دختر دوم) | کیوکو (دختر دوم) | کیوکو (دختر دوم) | کیوکو (دختر دوم) | کیوکو (دختر دوم) | کیوکو (دختر دوم) |  |  |  |  |
|  |  | کوایچی (پسر ارشد) | کوایچی (پسر ارشد) | کوایچی (پسر ارشد) | کوایچی (پسر ارشد) | کوایچی (پسر ارشد) | کوایچی (پسر ارشد) |  |  | فومیکو (عروس) | فومیکو (عروس) | فومیکو (عروس) | فومیکو (عروس) | فومیکو (عروس) | فومیکو (عروس) |  |  | کورازو کانه‌کو (داماد) | کورازو کانه‌کو (داماد) | کورازو کانه‌کو (داماد) | کورازو کانه‌کو (داماد) | کورازو کانه‌کو (داماد) | کورازو کانه‌کو (داماد) |  |  | شیگه کانه‌کو (دختر ارشد) | شیگه کانه‌کو (دختر ارشد) | شیگه کانه‌کو (دختر ارشد) | شیگه کانه‌کو (دختر ارشد) | شیگه کانه‌کو (دختر ارشد) | شیگه کانه‌کو (دختر ارشد) |  |  | شوجی (دومین پسر) فوت شده | شوجی (دومین پسر) فوت شده | شوجی (دومین پسر) فوت شده | شوجی (دومین پسر) فوت شده | شوجی (دومین پسر) فوت شده | شوجی (دومین پسر) فوت شده |  |  | نوریکو (عروس) | نوریکو (عروس) | نوریکو (عروس) | نوریکو (عروس) | نوریکو (عروس) | نوریکو (عروس) |  |  | کیزو (سومین پسر) | کیزو (سومین پسر) | کیزو (سومین پسر) | کیزو (سومین پسر) | کیزو (سومین پسر) | کیزو (سومین پسر) |  |  | کیوکو (دختر دوم) | کیوکو (دختر دوم) | کیوکو (دختر دوم) | کیوکو (دختر دوم) | کیوکو (دختر دوم) | کیوکو (دختر دوم) |  |  |  |  |
|  |  |                   |                   |                   |                   |                   |                   |  |  |               |               |               |               |               |               |  |  |                       |                       |                       |                       |                       |                       |  |  |                         |                         |                         |                         |                         |                         |  |  |                          |                          |                          |                          |                          |                          |  |  |               |               |               |               |               |               |  |  |                  |                  |                  |                  |                  |                  |  |  |                  |                  |                  |                  |                  |                  |  |  |  |  |
|  |  |                   |                   |                   |                   |                   |                   |  |  |               |               |               |               |               |               |  |  |                       |                       |                       |                       |                       |                       |  |  |                         |                         |                         |                         |                         |                         |  |  |                          |                          |                          |                          |                          |                          |  |  |               |               |               |               |               |               |  |  |                  |                  |                  |                  |                  |                  |  |  |                  |                  |                  |                  |                  |                  |  |  |  |  |
|  |  | مینورو (نوه)      | مینورو (نوه)      | مینورو (نوه)      | مینورو (نوه)      | مینورو (نوه)      | مینورو (نوه)      |  |  | ایسامو (نوه)  | ایسامو (نوه)  | ایسامو (نوه)  | ایسامو (نوه)  | ایسامو (نوه)  | ایسامو (نوه)  |  |  |                       |                       |                       |                       |                       |                       |  |  |                         |                         |                         |                         |                         |                         |  |  |                          |                          |                          |                          |                          |                          |  |  |               |               |               |               |               |               |  |  |                  |                  |                  |                  |                  |                  |  |  |                  |                  |                  |                  |                  |                  |  |  |  |  |
|  |  | مینورو (نوه)      | مینورو (نوه)      | مینورو (نوه)      | مینورو (نوه)      | مینورو (نوه)      | مینورو (نوه)      |  |  | ایسامو (نوه)  | ایسامو (نوه)  | ایسامو (نوه)  | ایسامو (نوه)  | ایسامو (نوه)  | ایسامو (نوه)  |  |  |                       |                       |                       |                       |                       |                       |  |  |                         |                         |                         |                         |                         |                         |  |  |                          |                          |                          |                          |                          |                          |  |  |               |               |               |               |               |               |  |  |                  |                  |                  |                  |                  |                  |  |  |                  |                  |                  |                  |                  |                  |  |  |  |  |

## بازیگران

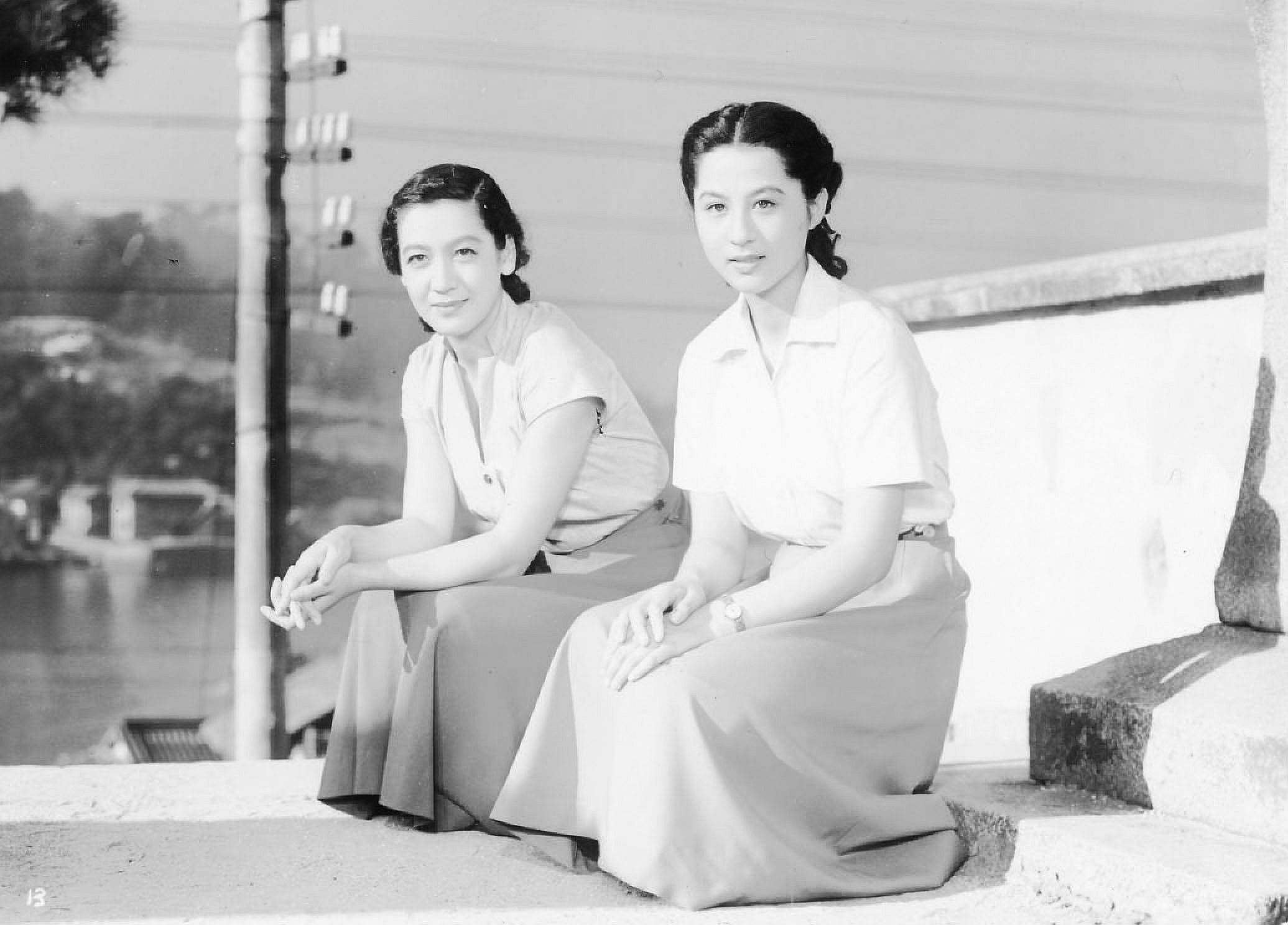
ستسوکو هارا در نقش نوریکو (عروس خانواده) در سمت چپ و کیوکو کاگاوا در نقش کیوکو (دختر کوچکتر خانواده)، نحوه چمباتمه زدن ژاپنی‌ها هنگام صحبت در عکس و صحنه فیلم تا دهه ۱۹۵۰، یک ژست زیباشناختی به ویژه در آثار اوزو بود.

- چیشو ریو در نقش شوکیچی هیرایاما،[الف] پدر خانواده. وقتی فیلم ساخته شد، چیشو ریو، که خودش ۵۰ سال هم نداشت، نقش پدری را بازی می‌کرد که احتمالاً در اوایل دهه ۷۰ زندگی‌اش بود و با بازی درخشان خود همراه با چیه‌کو هیگاشییاما، در تبدیل این فیلم به یک شاهکار هنری نقش بزرگی داشتند. پس از مرگ تومی، شوکیچی با لبخندی بر لب می‌گوید: «سپیده دم قشنگی بود». احتمالاً اوزو می‌خواسته در این صحنه مردی را به تصویر بکشد که در تلاش برای پذیرش مرگ همسرش و پذیرفتن تناسخ زندگی انسان در طبیعت است.[۲] در صحنه‌ای که او با دوستانش مشروب می‌نوشد، می‌گوید: «فکر می‌کردم شما (فرزندانش) درست و حسابی‌تر از این می‌شوید.» و از این واقعیت ابراز تاسف می‌کند که با وجود اینکه پسرش در توکیو زندگی می‌کند، هنوز فقط یک پزشک محله در حومهٔ شهر است. در این گفتار هیچ احساس درک و همدلی برای پسرش وجود ندارد و یک ارزیابی بی‌رحمانه است. او احتمالاً پس از اینکه پسر و دختر بزرگش برای زندگی به توکیو رفتند از نوشیدن مشروب دست کشیده است. دید دختر دوم به همین دلیل با فرزندان بزرگتر تفاوت دارد و طرف پدرش است. بنابر این، تنهایی نهایی شوکیجی تنها در اثر وضعیت اجتماعی، خودخواهی فرزندان و بدشانسی به وجود نیامده است و خودخواهی خودش نیز این تنهایی را رقم زده است.[۳]
- چیه‌کو هیگاشییاما در نقش تومی هیرایاما،[ب] مادر خانواده، همسر شوکیچی، علاوه بر آنکه نمونه‌ای از یک زن پاکدامن و مهربان ژاپنی است، به‌عنوان زنی قوی در فیلم معرفی می‌شود. او در طول جنگ و پس از آن بر سختی‌ها غلبه کرده است، پنج فرزند بزرگ کرده است و سال‌ها بدون تردید به دستورهای شوهرش شوکیچی عمل کرده است، با این حال به نوعی شاداب و بی‌خیال است؛ بنابراین، داستان توکیو هم داستانی از شیوهٔ زندگی تومی است و هم نمادی از نگاه کلی او به انسانیت و زندگی.[۲]
- ستسوکو هارا در نقش عروس بیوه، نوریکو هیرایاما،[پ] ستسوکو هارا در هر سه فیلم از فیلم‌های ازو که معروف به «سه‌گانهٔ نوریکو» هستند، نقش زن جوانی به نام نوریکو را به تصویر می‌کشد. فیلم‌های سه‌گانهٔ نوریکو عموماً نقطه اوج کارگردانی اوزو و از شاهکارهای او به‌شمار می‌آیند. این سه فیلم عبارتند از: اواخر بهار ۱۹۴۹، اوایل تابستان ۱۹۵۱ و داستان توکیو هستند. هرچند سه نوریکو، شخصیت‌های متمایز و غیر مرتبطی هستند، اما عمدتاً به‌دلیل موقعیت آنها به عنوان «زنی مجرد در ژاپن پس از جنگ» به‌هم مرتبط هستند.[۴] در داستان توکیو نوریکو پس از مرگ شوهرش در جنگ که از او فرزندی هم ندارد، دیگر هیچ ارتباطی با پدر و مادر شوهرش ندارد، اما چون به‌دلیل کار و تعهدهای دیگر، پسر بزرگ خانواده نمی‌تواند برای آنها وقت بگذارد، نوریکو فداکارانه خود را وقف پذیرایی از آنها می‌کند. در پاسخ، شوکیچی و تومی بارها می‌گویند که مایلند نوریکو، آنها و شوهرِ درگذشته‌اش را فراموش کند. شوکیچی پس از مرگ همسرش از مهربانی او قدردانی می‌کند و می‌گوید: «تو بهترین کار را برای ما کردی». نوریکو با چشمان اشک‌آلود پاسخ می‌دهد: «من انقدرها هم که پدر در موردم فکر می‌کند، آدم خوبی نیستم.» و خود را به ریاکاری محکوم می‌کند.[۲] نوریکو همیشه ماسک لبخند بر صورت خود دارد و در طول فیلم دو بار این ماسک را کنار می‌زند: بار اول هنگامی است که تومی به او می‌گوید که «می‌خواهد دوباره او ازدواج کند و خوشحال باشد.» نوریکو با لبخند به تومی اطمینان می‌دهد که «نه، خوبه. من اینجوری راحت‌ترم.» تومی از صحبت‌های نوریکو گریه‌اش می‌گیرد و لبخند نوریکو ناپدید می‌شود و چهره‌اش حالتی از تنهایی دارد. دومین باری که لبخندش محو می‌شود در صحنه‌ای است که با پدرشوهرش شوکیچی صحبت می‌کند. در این صحنه او برای اولین بار احساسات واقعی خود را بیان می‌کند. اوزو هرگز اجازه نمی‌دهد بازیگرانش حرکات بی‌معنی یا بازی‌های غیرضروری انجام دهند. بیان باید به حداقل برسد؛ بنابراین لبخند نوریکو هم‌معنی دارد. نوریکو به عنوان یک زن خوب و وفادار زندگی کاملی را می‌گذراند، اما در نهان، احساس تنهایی و اضطراب می‌کند.[۵] او آگاه است که مهربانی‌اش ناشی از شرایط خودش است که احتمالاً تمامی بستگان خود را در حمله هوایی از دست داده، و در وضعیتی است که می‌خواهد به پدر و مادر ناتنی‌اش به‌عنوان تنها بستگانش نزدیک باشد.[۱]
- سو یامامورا در نقش کوایجی هیرایاما،[ت] پسرِ ارشدِ خانواده. او پزشک است. صبح یکشنبه در حالی که همه خانواده آماده رفتن به گردش و تفریح هستند، خبر یک وضعیت اضطراری را دریافت می‌کند و به سراغ بیمار می‌رود که باعث ناراحتی فرزندانشان می‌شود. هرچند او به عنوان یک پزشک وظیفه اجتناب‌ناپذیری دارد که بیماران را در اولویت قرار دهد، اما در نهایت، نه تنها به وعدهٔ خود را در قبال خانواده عمل نکرده، بلکه کار دیگری هم جهت جبران انجام نمی‌دهد.[۲]
- کونیکو میاکه در نقش فومیکو هیرایاما،[ث] همسرِ پسرِ ارشد. شخصیت او در قالب یک خانه‌دار تمام‌وقت که در مطب پزشک نیز کمک می‌کند، در صحنه آغازین نمایش داده می‌شود و تصویر مادری مهربان اما سختگیر را نشان می‌دهد. فومیکو نسبت به دو فرزند خود کاملاً سختگیر است و آنها را به خاطر رفتار سرکشانه‌شان سرزنش می‌کند. پس از آمدن پدر و مادر شوهرش، رفتار او کمی رسمی‌تر و محتاطانه‌تر می‌شود که باعث می‌شود رفتار بی‌اعتنای شیگه بیش از پیش برجسته شود.[۲]
- هاروکو سوگیمورا در نقش شیگه کانه‌کو،[ج] دخترِ ارشدِ خانواده. او در دوران سخت پس از جنگ توانسته به تنهایی یک آرایشگاه را مدیریت کند اما بعد از پشت سر گذاشتن سختی‌های بسیار، نسبت به انسانیت ناامید شده و دیگر دچار اندوه عمیق نمی‌شود. او احساسات واقعی خود را با همه بیان می‌کند، هیچ قید و بندی ندارد، مادرش را حین ملاقات مجبور به دوخت و دوز می‌کند و اغلب بیش از حد قاطع و کمی پرخاشگر است. او شرایط و معیارهای خودش را دارد.[۶]
- نوبوئو ناکامورا در نقش کورازو کانه‌کو،[چ] همسر دختر ارشد. او تابع همسر است و گویا از خود درآمد چندانی ندارد.[۶]
- کیوکو کاگاوا در نقش کیوکو هیرایاما،[ح] او علاوه بر کار به عنوان معلم مدرسه ابتدایی، از پدر و مادرش در خانه پدری‌اش در اونومیچی مراقبت می‌کند. در نتیجه، نگران آیندهٔ پدر سالخوردهٔ خود است که همسرش را از دست داده است. او برادران و خواهر بزرگتر خود را خودخواه می‌داند.[۲]
- شیرو اوساکا در نقش که‌ایزو هیرایاما،[خ] سومین پسر. در راه بازگشت به اونومیچی، تومی احساس بیماری می‌کند، بنابراین آنها در اوساکا توقف کردند و مجبور شدند یک شب را با کیزو بمانند. صبح روز بعد پس از رفتن آنها، کیزو به همکارانش در دفتر راه‌آهن ملی ژاپن که در آن کار می‌کند، می‌گوید: «تا می‌آیی حق والدین را به جا بیاوری، دیر شده و دیگه پدر و مادر نداری.» و این ضرب‌المثل ژاپنی را ذکر می‌کند که «نمی‌توان لحاف روی قبر انداخت». اما تنها چند روز بعد، حرف‌های او به واقعیت تبدیل می‌شوند و کیزو با حسرت عمیق بار دیگر همان ضرب‌المثل ژاپنی را به زبان می‌آورد.[۷]
- ایجیرو تونو در نقش سانپی نوماتا،[د] دوست قدیمی شوکیجی. شوکیجی پس از دیدار این دوست قدیمی، انتظار دارد که شب را در خانه او بگذراند اما نوماتا همسرش را به تازگی از دست داده و با پسر و عروسش زندگی می‌کند و حتی خودش هم از بودن در آن خانه معذب است. پس از مستی نوماتا همراه با شوکیجی شب را در خانهٔ شیگه می‌گذرانند.[۷]
- هیسائو توآکه در نقش اوسامو هاتوری،[ذ] دوست قدیمی شوکیجی.[۸] او در یک کتابفروشی در توکیو کار می‌کند و دو پسرش در جنگ کشته شده‌اند.[۷]

## تولید

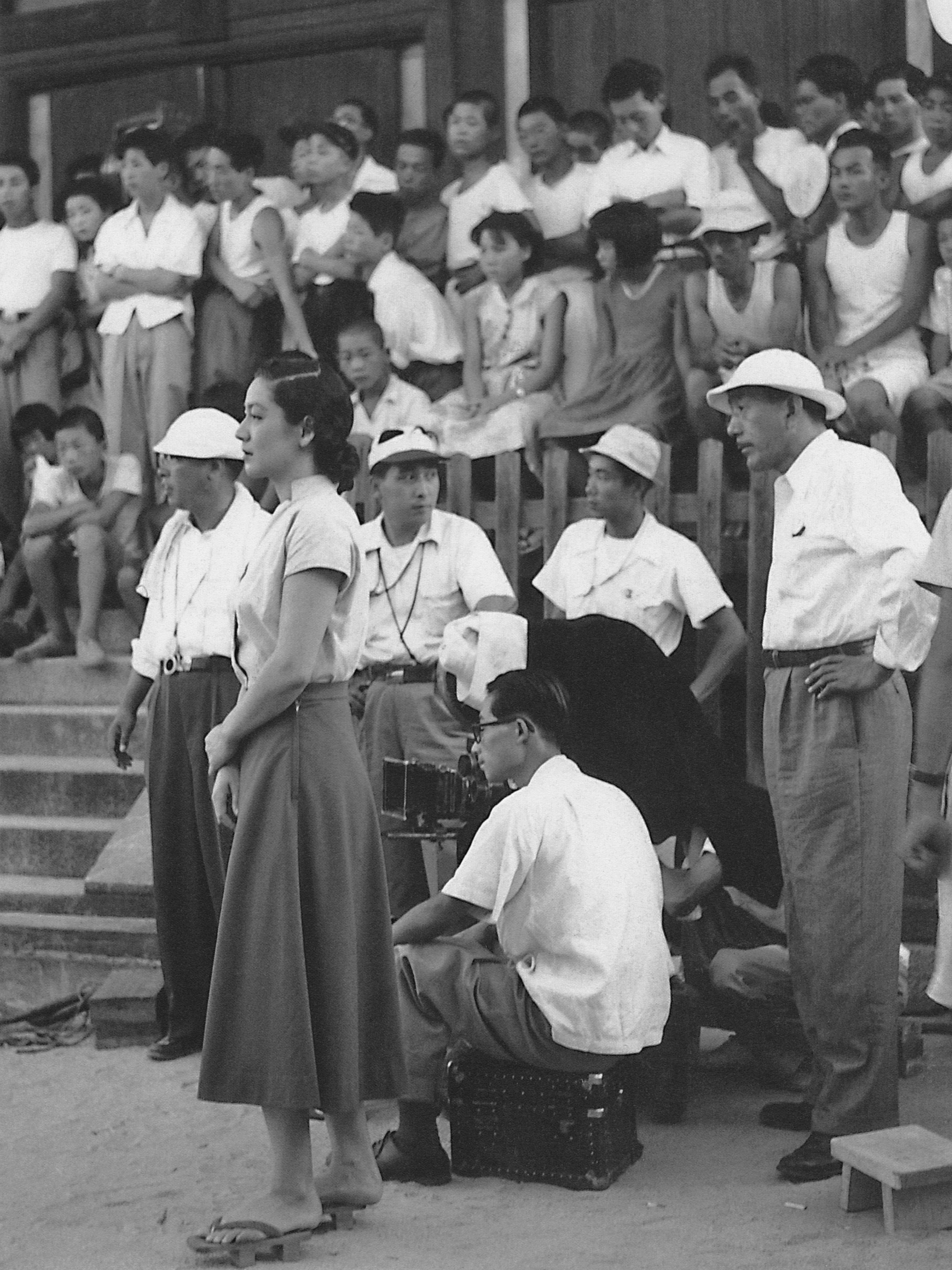
اوزو (سمت راست) در صحنه فیلمبرداری.

داستان توکیو از فیلم آمریکایی راهی برای فردا بساز محصول ۱۹۳۷ به کارگردانی لئو مک‌کری الهام گرفته شده است و اقتباسی آزاد از آن است که با بافت ژاپنی و سبک اوزو تطبیق داده شده است. نودا، همکار قدیمی اوزو، در ابتدا طرح آن فیلم آمریکایی را به اوزو که آن را ندیده بود، به وی پیشنهاد کرد. نودا این فیلم را از زمان اکران اولیه‌اش در ژاپن به یاد داشت. هر دو فیلم یک زوج مسن، مشکلاتشان را با خانواده و سفر برای دیدار فرزندان را به تصویر می‌کشند. تفاوت‌ها شامل این است که فیلم قدیمی‌تر در زمان رکود بزرگ همراه با مشکل اقتصادی این زوج در ایالات متحده آمریکا اتفاق می‌افتد و داستان توکیو در دورانِ پس از جنگ در ژاپن روی می‌دهد که مشکلات فرهنگی و عاطفی خود را نمایان می‌کنند. پایان فیلم‌ها متفاوت است. دیوید بوردول نوشت که اوزو به جای اقتباس از فیلم اصلی، آن را «دوباره قالب‌بندی» نموده است.
فیلم‌نامه توسط اوزو و نودا در مدت ۱۰۳ روز در یک مسافرخانه سنتی به نام چیگازاکیکان در چیگاساکی استان کاناگاوا نوشته شد. اوزو، نودا و فیلمبردار یوهارو آتسوتا، یک ماه بعد قبل از شروع فیلمبرداری، مکان‌هایی را در توکیو و اونومیچی شناسایی کردند. فیلمبرداری و تدوین از ژوئیه تا اکتبر ۱۹۵۳ انجام شد. مکان‌های فیلمبرداری در توکیو ایستگاه هوریکیری در آداچی-کو، پارک اوئنو در تایتو-کو، ایستگاه توکیو در چیودا-کو و هاتو باس در چوئو-کو بود همچنین فیلمبرداری در اونومیچی در استان هیروشیما، آتامی در استان شیزوئوکا و اوساکا نیز انجام شد. همه صحنه‌های داخلی، به جز صحنه محوطهٔ انتظار در ایستگاه توکیو، در استودیو شوچیکو اوفونا  در کاماکورا فیلم‌برداری شده‌اند. اوزو از همان گروه فیلم‌برداری و بازیگرانی استفاده کرد که سال‌ها با آنها کار کرده بود. چیشو ریو گفت که اوزو همواره پس از اتمام پیش‌نویس نهایی یک فیلم‌نامه، از نتیجه بسیار راضی بود و هیچ تغییری در پیش‌نویس پایانی ایجاد نشد.

## سبک و درونمایه‌ها
اوزو و فیلمنامه‌نویسش، کوگو نودا، اغلب طرح‌های خود را حول ازدواج یک دختر متمرکز می‌کردند، موقعیتی که از طریق آن می‌توان به مجموعه‌ای از زندگی شخصیت‌ها پرداخت اما داستان توکیو حتی این طرح داستانی حداقلی را هم ندارد؛ زیرا اوزو این عقیده را پیدا کرده بود که زندگی روزمره، که به صورت گویا ارائه شود، به اندازه کافی درام برای ما فراهم می‌کند که عمیقاً ما را درگیر کند. همچون دیگر فیلم‌های ناطق اوزو، روایت داستان توکیو به‌کُندی پیش می‌رود.
اوزو این فیلم خود را اثری می‌داند که «به شدت به ملودرام گرایش دارد.» در داستان‌سرایی روایی ازو، برخی صحنه‌های مهم فیلم، خارج از دیدِ دوربین و تماشاگر روی می‌دهد و بیننده فقط از طریق گفتگوی شخصیت‌های فیلم از وقایع مطلع می‌شود. به عنوان مثال، سفرهای قطار به بیرون و درون توکیو به تصویر کشیده نمی‌شوند، تماشاگران هرگز دیدارِ شوکیچی و تومی را با پسرشان کیزو نمی‌بینند و چگونگی شروع بیماری تومی در فیلم نمایش داده نمی‌شود.
اوزو ترجیح می‌داد دوربین فیلم‌برداری ثابت باشد و به شدت به ساده‌گرایی اعتقاد داشت. او یک سبک متمایز در قراردهی دوربین داشت که در آن، دوربین در ارتفاع کم قرار می‌گرفت و تقریباً هرگز حرکت نمی‌کرد. منتقد فیلم راجر ایبرت خاطرنشان کرد که در این فیلم دوربین یک بار حرکت می‌کند که همین مقدار هم برای فیلم‌های اوزو امری نامعمول است. قرار گرفتن دوربین در ارتفاع کم، یادآور نشستن روی یک تاتامی ژاپنی سنتی است. اوزو به ندرت نمای اصلی و اغلب قانون ۱۸۰ درجه را زیر پا می‌گذارد. در صحنه‌های مربوط به گفتگوهای فیلم، شخصیت‌ها اغلب نشسته در کنار یکدیگر نمایش داده می‌شوند که این موضوع، منعکس‌کننده ماهیت غیر تقابلی ژاپنی‌ها است و ادب خاص مردم این سرزمین را نشان می‌دهد؛ مانند صحنهٔ شوکیچی و تومی در ابتدای فیلم. گاهی شخصیت‌های فیلم مستقیماً در مقابل دوربین قرار می‌گیرند، چنان‌که گویی با مخاطب صحبت می‌کند. در برخی از نماهای انتقالی، شخصیت‌های فیلم از سمت راست صحنه خارج می‌شوند و سپس در صحنهٔ بعدی از سمت راست آن وارد می‌شوند.
منتقد فیلم دیوید دسر سبک فیلم و «داستان غیر تأکیدی فیلم» را با ذن بودیسم و شیفتگی دنیای مدرن به ارزش سطحی و مادی‌گرایی مقایسه کرده است. بسیاری از نماهای انتقالی، تصاویر ثابت از سوژه‌های غیرانسانی، مانند دودکش‌ها و مناظر طبیعی هستند.
منتقد فیلم آنتونی کویین از روزنامهٔ ایندیپندنت می‌نویسد، «دوربینِ آرام، آداب‌دان و کم ارتفاعِ او معمولاً بی‌حرکت است، در فضای داخلی خالی مکث می‌کند و محیطِ اطراف (قطارها، قایق‌ها) را چنان زیبا به تصویر می‌کشد که ممکن است فکر کنید ازو علاقه بیشتری به محیط دارد تا مردم. با این حال، مردم — احساسات، خودفریبی‌ها و کمبودهایشان — کاملاً محورِ اصلیِ توجه او هستند.» لطافت ظاهری این فیلم شبیه هیچ فیلم دیگری نیست. به نظر می‌رسد بازیگران او اصلاً بازی نمی‌کنند، بلکه دارند واقعاً زندگی می‌کنند. در «سینمای آهستهٔ» اوزو، شخصیت‌ها اجازه دارند واقعاً در فضاهایی که اوزو ایجاد می‌کند، زندگی کنند. این کُندی به ما اجازه می‌دهد دنیای اوزو را تجربه کنیم و فارغ از فشارِ کنش‌ها یا دیالوگ‌های ساختگی، آزادانه به خودِ آن فضا فکر کنیم. این ایستایی، ریتم آرامش‌بخشی دارد. داستان توکیو در انسانیت خود سخاوتمند است: ما به عنوان مخاطب، در هر لحظهٔ کوچک و به ظاهر ناچیز در زندگی خانواده هیرایاما — از جمله غم و اندوه آنها — شریک هستیم.
مضامین فیلم شامل فروپاشی و غرب‌گرایی خانوادهٔ سنتی ژاپنی پس از جنگ جهانی دوم و ناگزیر بودن رشد کودکان جدا از والدین است. داستان فیلم پس‌زمینه‌ای اساسی در دوران پس از جنگ دارد، آن زمان که بسیاری از خانواده‌ها شوهر و سایر اعضای نزدیک خانواده خود را از دست داده و ناامیدانه در تلاش بودند تا زندگی خود را تأمین کنند. این فیلم زندگی شهری کودکان در توکیو را در تقابل با زندگی روستایی والدینشان قرار می‌دهد. داستان فیلم در سال ۱۹۵۳ پس از جنگ ژاپن — چند سال پس از اینکه قانون مدنی جدید در سال ۱۹۴۸ اجرا شد — اتفاق می‌افتد. رشد مجدد و سریع کشور و پذیرش آرمان‌های سرمایه‌داری غربی در حال روی دادن است، در حالی که همزمان سنت‌های قدیمی‌تر مانند خانواده ژاپنی و ارزش‌های آن رو به فراموشی است. اوزو به مادر خود بسیار نزدیک بود و به عنوان جانشینی برای یک همسر، با او زندگی می‌کرد و در طول عمر خود هرگز ازدواج نکرد. این فیلم به دلیل به‌تصویر کشیدن مردم عادی و طبقه متوسط ژاپنی، فیلمی شوشیمین ایگا (درام مردمی)، محسوب می‌شود.

## انتشار

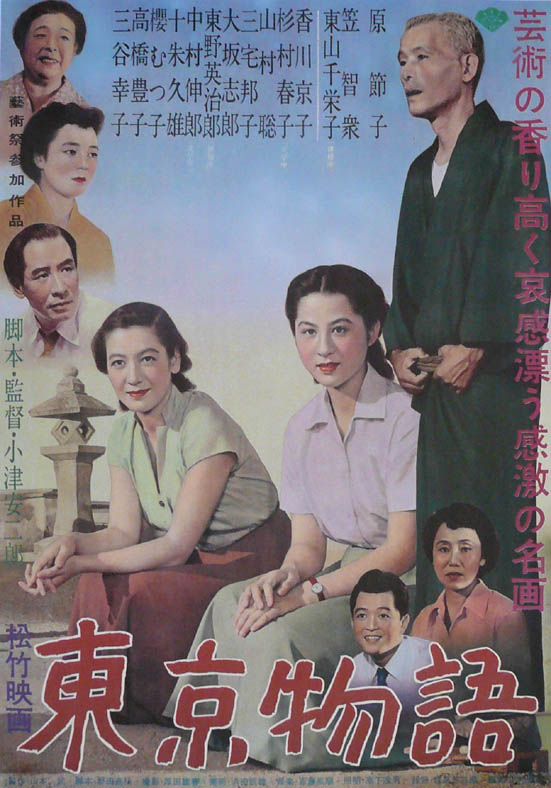
پوستر فیلم

داستان توکیو در ۳ نوامبر ۱۹۵۳ در ژاپن منتشر شد. سال بعد هاروکو سوگیمورا برنده جایزه فیلم ماینیچی برای بهترین بازیگر نقش مکمل زن برای نقش دختر بزرگ شیگه شد.
این فیلم در سال ۱۹۵۷ در بی‌اف‌ای ساوت بانک در لندن به نمایش درآمد. پس از موفقیت راشومون آکیرا کوروساوا در جشنواره فیلم ونیز ۱۹۵۱، توزیع بین‌المللی فیلم‌های ژاپنی آغاز شد. با این حال، صادرکنندگان فیلم ژاپنی، آثار اوزو را بیش از حد ژاپنی و غیرقابل فروش می‌دانستند. در دههٔ ۱۹۶۰ بود که فیلم‌های اوزو در شهر نیویورک در جشنواره‌های فیلم، موزه‌ها و تئاترها به نمایش درآمدند.
در سال ۱۹۵۸، داستان توکیو اولین جایزه ساترلند را برای اصلی‌ترین و خلاقانه‌ترین فیلم دریافت کرد. منتقد بریتانیایی لیندسی اندرسن نوشته است که «این فیلمی است دربارهٔ روابط، فیلمی دربارهٔ زمان و تأثیر آن بر انسان‌ها (به ویژه والدین و فرزندان) و اینکه چگونه باید خودمان را با این گذرِ زمان وفق دهیم.»
این فیلم پس از نمایش در سینما نیویورکر در سال ۱۹۷۲، نقدهای تحسین‌برانگیزی از منتقدان برجسته دریافت کرد که با فیلم یا اوزو آشنایی نداشتند. چارلز میچرر از نیوزویک گفت: «مثل گل کاغذی ژاپنی است که در آب می‌ریزند و بعد متورم می‌شود تا تمام ظرف را با زیبایی خود پر کند.» استنلی کافمن آن را در فهرست ۱۰ بهترین خود در سال ۱۹۷۲ قرار داد و نوشت: «اوزو، شاعری غنایی است که اشعارش بی‌سروصدا به حماسه تبدیل می‌شوند.»

### گیشه
این فیلم در ژاپن، هشتمین فیلم پرفروش در سال ۱۹۵۳ با درآمد گیشه ۱۳۱٫۶۵ میلیون ین بود. در فرانسه، این فیلم پس از اکران در سال ۱۹۷۸، ۸۴٬۶۴۶ بلیت فروخت. در سایر کشورهای اروپایی، این فیلم بین سال‌های ۱۹۹۶ تا ۲۰۲۱، ۹۲٬۸۱۰ بلیت فروخت.

## بازخورد انتقادی
راجر ایبرت نوشته است که این اثر «به‌دنبال برانگیختن احساسات عاطفی و هیجان تصنعی نیست. [اوزو] از لحظاتی که فیلم‌هایِ کم‌ارزش از آن بهره‌برداری [عاطفی] می‌کنند، صرف‌نظر می‌کند و نمی‌خواهد احساسات هیجانی را به بیننده تحمیل کند، بلکه می‌خواهد درک خود را به اشتراک بگذارد.» او اوزو را «جهانی» نامیده است و ذکر کرده که ۳۰ دقیقه آخر فیلم را در حال اشک ریختن سپری کرده است. او همچنین اظهار داشت که این اثر به «سینما نجابت می‌بخشد» و تأکید می‌کند که «بله، یک فیلم می‌تواند به ما کمک کند تا برای برطرف کردن نقص‌هایمان قدم‌های کوچکی برداریم.» مارتین اسکورسیزی آن را در فهرستی از ۳۹ فیلم خارجی ضروری برای یک فیلمساز جوان قرار داد.

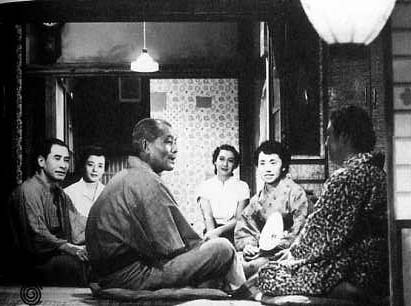
از چپ به راست: شوکیچی (چیشو ریو)، کوایچی (سو یامامورا)، فومیکو (کونیکو میاکه)، نوریکو (ستسوکو هارا)، شیگه (هاروکو سوگیمورا) و تومی (چیه‌کو هیگاشییاما)

آرتور نولتی جونیور، با نوشتن مقاله‌ای در کتابی با عنوان داستان توکیو اوزو، این فیلم را با فیلم راهی برای فردا بساز محصول ۱۹۳۷ ایالات متحده آمریکا به کارگردانی لئو مک‌کری مقایسه می‌کند و اشاره می‌کند که: نظریه‌پرداز فیلم دیوید بوردول، اوزو را در حال بازسازی یک فیلم آمریکایی — با وام گرفتن و اقتباس از آن — می‌بیند و به اختصار به شباهت‌هایی در داستان، مضمون و ساختار داستان وجود دارد، اشاره می‌کند. هر دو فیلم بر روی یک زوج مسن تمرکز می‌کنند که متوجه می‌شوند فرزندان بزرگشان آنها را سربار خانواده می‌دانند. هر دو فیلم حاوی سفرهایی هستند که در آن زن و شوهر از خانواده‌ای به خانواده دیگر جابجا می‌شوند؛ هر دو فیلم در اکثر موارد موضوعی یکسان را مورد بررسی قرار می‌دهند (مثلاً خودمحوری خواهر و برادر و سرخوردگی والدین) و هر دو فیلم، بازنمایی از وضعیتِ کلیِ زندگی آدم‌هاست — چرخهٔ زندگی همراه با شادی‌ها و غم‌ها — و واقعیت‌های اجتماعی که شرایط زندگی را تحت تأثیر قرار داده و شکل می‌دهند: در فیلم مک‌کری، رکود بزرگ؛ و در فیلم اوزو، فشار شدید پس از جنگ به سمت صنعتی‌شدن ژاپن. لحن هوشیارانه اما دارای طنز غنی و ملایم، در هر دو فیلم متعلق به دسته‌بندی‌ای هستند که در سینمای ژاپن «شومین گکی» نامیده می‌شود، فیلم‌هایی که به زندگی روزمره طبقاتِ متوسطِ رو به پایین می‌پردازند.
بسیاری داستان توکیو را چون اثری تحسین می‌کنند که در عین اجتناب از ملودرام به تأثیرات عاطفی بزرگی دست می‌یابد. والی هاموند منتقد فیلم اظهار داشت که «روشی که اوزو برای حس ناامیدی در شخصیت‌های مختلف خود و همدلی عاطفی ایجاد می‌کند، همان جایی است که مهارت او در آن نهفته است.»
در ویلج ویس، کارگردان و تهیه‌کنندهٔ فیلم اریک هاینز استدلال کرد که زمان، خود قوی‌ترین سلاح [اوزو] است. سکانس‌های طولانی و کند، شما را برای پیش رفتن سریعتر فیلم بی‌تاب می‌کند، اما پس از گذشتن از آن صحنه‌ها، برای زیبایی‌هایی که شتاب‌زده رد شده‌اند، افسوس می‌خورید.
در سال ۲۰۱۰، منتقد فیلم دیوید تامسون پرسشی سخن‌سنجانه مطرح کرد که آیا در تاریخ سینما، درام خانوادگی دیگری را می‌توان یافت که از داستان توکیو تأثیرگذارتر بوده باشد؟

## نشانه‌شناسی
این فیلم منعکس‌کنندهٔ برجسته‌ترین مشغله‌های شخصی اوزو در نظر گرفته می‌شود. دونالد ریچی می‌نویسد که اوزو «فقط یک موضوع اصلی داشت، خانواده ژاپنی، و موضوع اصلی آن نیز فروپاشی خانواده ژاپنی بود». بنابراین، فروپاشی خانواده را می‌توان یکی از مشغله‌های اصلی اوزو دانست و در داستان توکیو این خود را از طریق تعدادی از نشانه‌های متضاد نشان می‌دهد. اینها شامل تضادها و اغلب تعارضات بین اعضای جوانتر و بزرگتر خانواده در نگرش‌ها و رفتارشان است. برای مثال، هنگامی که تومی و شوکیچی برای اولین بار به خانه پسرشان کوایچی می‌رسند، نشان داده می‌شود که نسبت به میزبانانشان مؤدب و سپاسگزار هستند، لبخند می‌زنند و به طرزی تحقیرآمیزی خود را دست‌کم می‌گیرند. با این حال اندکی پس از این لحظه تصویر متضادی وجود دارد. دختر شیگه با شوهرش در هنگام صرف صبحانه صحبت می‌کند
و سرد به او می‌گوید که «نباید نگران مراقبت از والدینش در طول ملاقات آنها باشد». این دو لحظه متضاد، ناخودآگاه منعکس کننده نگرانی‌های شخصی اوزو در مورد فروپاشی ارزش‌های خانوادگی و از دست دادن احترام نسل جوان برای بزرگان آنها یکی دیگر از مشغله‌های اوزو تغییر ماهیت جامعه ژاپن، از شیوهٔ زندگی قدیمی به شیوه جدید بود.

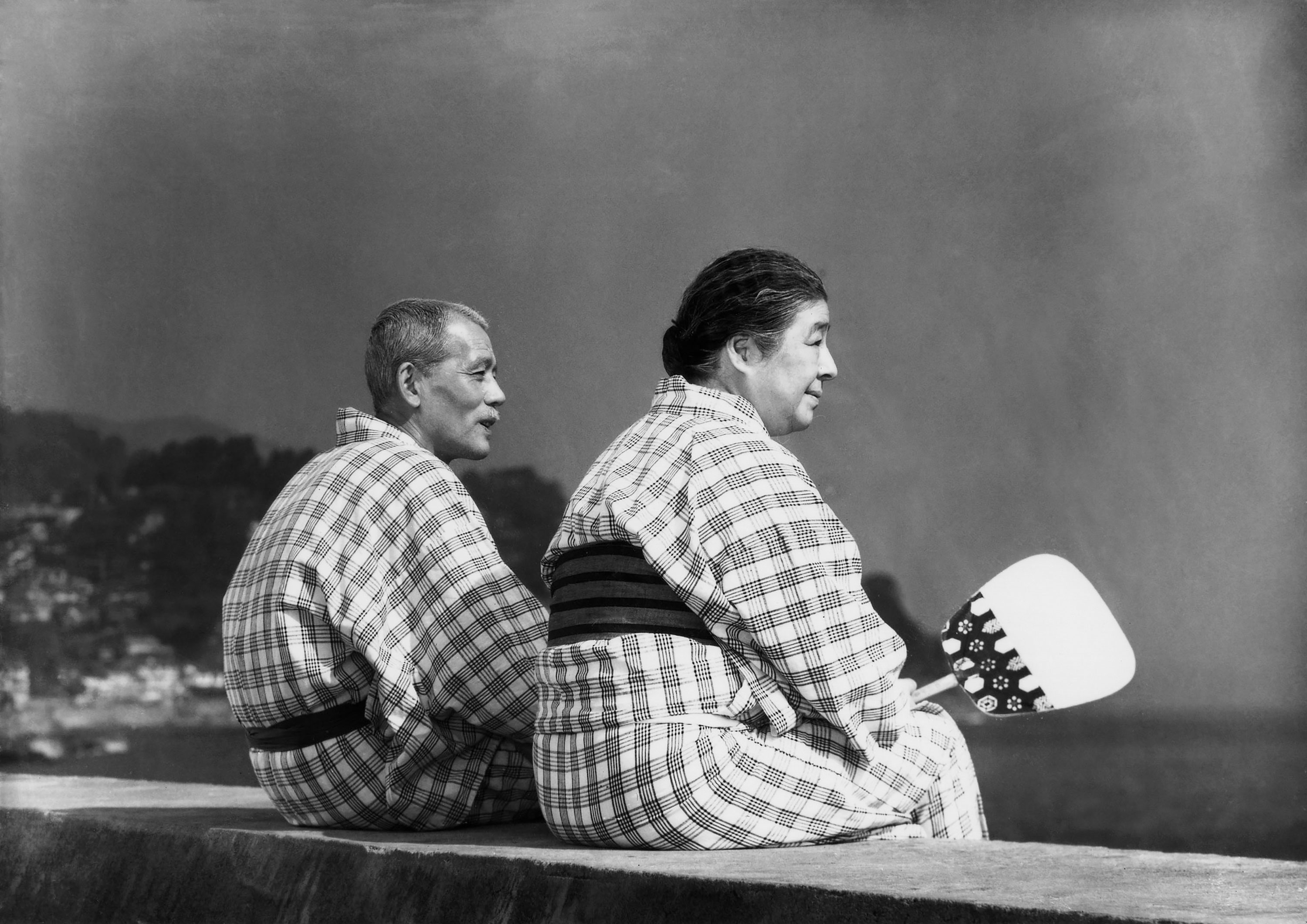
تومی و شوکیچی در حال تماشای اقیانوس در آتامی

تقابل سنت در مقابل مدرنیته، در نماهای قطارهای متعدد و اتوبوس‌های گشت و گذار تومی و شوکیچی در توکیو که منعکس کننده تحرک زندگی شهری هستند و نماهایی از این دو نشسته در حال تماشای اقیانوس در آتامی یا تصاویر شهر زادگاهشان اونومیچی، که شامل خانه‌های قرار گرفته در دامنه تپه و معبدی در کنار بندر است که منعکس‌کنندهٔ ماهیت ثابت روستایی سنتی است، خود را کاملاً نشان می‌دهد. سردرگمی و خستگی شدید مادر خانواده از سفر و حرکت مداوم، در نهایت مرگ او را پس از بازگشت به زادگاهش اونومیچی در پی دارد. برخلاف آن شتابی است که فرزندان برای بازگشت به خانه پس از مراسم خاکسپاری دارند.
دونالد ریچی می‌گوید که فیلم‌های اوزو از سه نوع نما تشکیل شده است: نمای دور، نمای متوسط و نمای نزدیک. نما از دور به متوسط و سپس به نزدیک می‌رود، سپس به حالت متوسط و دور یعنی ۱، ۲، ۳، ۲، ۱ و غیره برمی‌گردد. در مورد داستان توکیو، اولین صحنه با یک مجسمه سنگی یک نمای دور از بیرون شروع می‌شود.
سکانس پایانی شامل نمایی از آسمان بندر است که در عین حال مضامین اثر مانند از هم پاشیدگی خانواده، ناپایداری این دنیا و سرخوردگی از این زندگی را القا می‌کند. صحنه پایانی به شکلی تکرار صحنه اول است، اما در واقع همه چیز تغییر کرده است. تومی می‌میرد و دخترش پس از ابراز سخنان سرد و بی‌رحمانه‌ای، به محض پایان مراسم خاکسپاری به توکیو بازمی‌گردد. این بار پدر خانواده به تنهایی دیده می‌شود. از منظر یک خارجی، این یک پایان بسیار تاریک است. با این حال، از آنجایی که او آرام به نظر می‌رسد و غمگین به نظر نمی‌رسد، حال او به عنوان یک عمل وابی-سابی، یعنی پذیرش واقعیت تفسیر می‌شوند. دونالد ریچی می‌گوید «این فیلم دربارهٔ مردی است که خانواده‌اش در حال فروپاشی است، اما در نهایت این واقعیت را می‌پذیرد.»

## رتبه‌بندی و جوایز
در وبگاه جمع‌آوری نقد راتن تومیتوز، ٪۱۰۰ از ۵۱ بررسی منتقدان مثبت است و میانگینِ امتیاز آن ۹٫۶/۱۰ است. اجماع این وبگاه چنین می‌نویسد: «داستان توکیو شاهکار یاسوجیرو اوزو است که پیچیدگی ارزشمند آن بیش از نیم قرن هیچ‌گاه قدرت خود را از دست نداده است.» این فیلم در متاکریتیک که از میانگین وزنی استفاده می‌کند، بر اساس نظر ۱۸ منتقدین امتیاز ۱۰۰ از ۱۰۰ را کسب کرده که نشان‌گر «تحسین همگانی» است. جان واکر، سردبیر سابق لزلی هالیول، داستان توکیو را در بالای فهرست بهترین ۱۰۰۰ فیلم ساخته‌شده منتشرشده‌اش قرار می‌دهد. داستان توکیو همچنین در فیلم‌های قرن درک مالکوم منتقد فیلم، که فهرستی است از فیلم‌هایی که به نظر او از نظر هنری یا فرهنگی مهم است، گنجانده شده است. راجر ایبرت از شیکاگو سان-تایمز آن را در مجموعه فیلم‌های بزرگ خود و پل شریدر آن را در بخش زرینِ فهرستِ فیلم‌های معیار خود گنجاند. مجله هندی سینمایا که پایه‌گذار شبکهٔ ارتقای سینمای آسیا (نِـت‌پَک) است و جایگاه خود را به‌عنوان نشریهٔ سینمایی آسیا به‌خوبی جا انداخته است، در شمارهٔ ۴۱ خود در دهمین سالگرد انتشارش، از ۳۴ منتقد آسیایی و غربی خواست تا ۱۰ فیلم برتر تمام دوران خود را انتخاب کنند. در جمع‌بندی نهایی آراء، فیلم داستان توکیو در صدرِ فهرست قرار گرفت و به‌عنوان بهترین فیلم آسیایی تمام دوران انتخاب شد.
در ایران در شماره ۴۰۰ ماهنامه سینمایی فیلم ویژه مهرماه ۱۳۸۸ در فهرستی از بهترین فیلم‌های ایرانی و خارجی به انتخاب نویسندگان و منتقدان، این نشریه این فیلم در رتبه سوم قرار گرفت. پیش‌تر نیز در سال‌های ۱۳۶۷ و ۱۳۷۸ این فیلم در نظرسنجی منتقدان و نویسندگان سینمایی در میان ده فیلم برتر خارجی بود و به‌ترتیب رتبه‌های سوم و هفتم را به‌دست آورده بود. سرانجام در چهارمین رأی‌گیری ده‌سالانه منتقدان سینمای ایران در سال ۱۳۹۸ که در شماره ۵۵۸ ماهنامهٔ سینمایی فیلم منتشر شد، داستان توکیو در رتبه نهم قرار گرفت.
| سال  | رسانه/سازمان                          | بخش                                                 | رتبه       |
| ---- | ------------------------------------- | --------------------------------------------------- | ---------- |
| ۱۹۵۳ | کینما جونپو                           | بهترین ده فیلم کینما جونپو                          | دوم        |
| ۱۹۹۹ | کینما جونپو                           | بهترین نسخه صد فیلم ژاپنی در تمام دوران             | دوم        |
| ۲۰۰۹ | کینما جونپو                           | بهترین ۲۰۰ فیلم میراث سینمای ژاپن                   | اول        |
| ۱۹۶۲ | انستیتوی فیلم بریتانیا سایت اند ساوند | ده فیلم برتر منتقدان در تمام دوران                  | بیست و ششم |
| ۱۹۹۲ | انستیتوی فیلم بریتانیا سایت اند ساوند | ده فیلم برتر منتقدان در تمام دوران                  | سوم        |
| ۲۰۰۲ | انستیتوی فیلم بریتانیا سایت اند ساوند | ده فیلم برتر منتقدان در تمام دوران                  | پنجم       |
| ۲۰۱۲ | انستیتوی فیلم بریتانیا سایت اند ساوند | ده فیلم برتر منتقدان در تمام دوران                  | سوم        |
| ۲۰۱۲ | انستیتوی فیلم بریتانیا سایت اند ساوند | ۱۰ فیلم برتر تاریخ انتخاب شده توسط کارگردانان سینما | اول        |
| ۲۰۲۲ | انستیتوی فیلم بریتانیا سایت اند ساوند | ده فیلم برتر منتقدان در تمام دوران                  | چهارم      |
| ۲۰۲۲ | انستیتوی فیلم بریتانیا سایت اند ساوند | ۱۰ فیلم برتر تاریخ انتخاب شده توسط کارگردانان سینما | چهارم      |
| ۱۹۸۹ | بونگیشونجا                            | ۱۵۰ فیلم برتر ژاپنی بر اساس یک نظرسنجی بزرگ         | دوم        |
| ۲۰۰۹ | انترتینمنت ویکلی                      | برترین فیلم‌ها در تمام دوران                         | نود و پنجم |
| ۲۰۱۰ | گاردین                                | فهرست ۲۵ فیلم برتر فیلم هنری                        | چهاردهم    |
| ۲۰۰۰ | ویلج ویس                              | فهرست بهترین فیلم‌های قرن بیستم                      | سی و ششم   |
| ۲۰۰۸ | کایه دو سینما                         | ۱۰۰ بهترین فیلم تمام دوران                          | چهاردهم    |
| ۲۰۰۸ | مجله امپایر                           | ۵۰۰ بهترین فیلم تمام دوران                          | شصت و هفتم |
| ۲۰۱۰ | مجله امپایر                           | ۱۰۰ بهترین فیلم خارجی زبان تمام دوران               | شانزدهم    |
| ۲۰۱۰ | جشنواره بین‌المللی فیلم تورنتو         | ۱۰۰ فیلم ضروری                                      | پانزدهم    |
| ۲۰۱۵ | جشنواره فیلم بوسان                    | بهترین فیلم تمام دوران در آسیا                      | اول        |
| ۲۰۱۸ | شرکت پخش بریتانیا                     | ۱۰۰ فیلم خارجی زبان برتر تمام دوران                 | سوم        |

### جوایز
- در ۱۹۵۴، جایزه فیلم ماینیچی برای بهترین بازیگر نقش مکمل زن به هاروکو سوگیمورا (در نقش شیگه) اهدا شد.[۸۵]
- در سال ۱۹۵۸، جایزه ساترلند که به اصیل‌ترین و خلاق‌ترین کارگردان فیلم سال تعلق می‌گیرد، به یاسوجیرو اوزو به دلیل کارگردانی داستان توکیو اهدا شد.[۸۶]

## اثرگذاری
- در سال ۲۰۱۳ یوجی یامادا فیلم را با نام خانواده توکیو بازسازی کرد.[۸۷]
- دوریس دوریه کارگردان آلمانی از داستان توکیو برای فیلم شکوفه‌های گیلاس در سال ۲۰۰۸ الهام گرفت که داستانی مشابه را روایت می‌کند.[۸۸]

## رسانه خانگی
این فیلم توسط مجموعه کرایتریون و توسط ویدئو تارتان در کد منطقه‌ای دی‌وی‌دی ۲ بر روی دیسک بلوری و دی‌وی‌دی منتشر شد. در سال ۲۰۱۰، انستیتوی فیلم بریتانیا این فیلم را در قالب دوتایی (دیسک بلوری + دی‌وی‌دی) برای منطقه ۲ منتشر کرد.